# Portefaix-Klasse
Die Portefaix-Klasse war eine Klasse von zwei Hilfsschiffen der französischen Marine, die von 1718 bis 1736 in Dienst stand.

## Geschichte
Die französische Marine unterhielt zur Unterstützung ihrer Kampfschiffe eine Reihe von Hilfs- bzw. Transportschiffen verschiedener Typen, welche als Flûte und Gabarres bezeichnet wurden. Dies wurde notwendig, da man, anders als bei der britischen Marine, nicht im selben Umfang auf zivilen Transportraum zugreifen konnte. So verfügte die französische Marine nach Ende des Spanischen Erbfolgekrieges (1701–1715) nur noch über drei Flûtes, die in einem schlechten Erhaltungszustand waren. Zur Verstärkung der Flotte wurden daher bis 1720 sieben neue Einheiten bestellt.
Die am 18. Januar 1716 bestellten zwei Einheiten der Klasse wurde von dem Schiffbauingenieur François Coulomb dem Älteren entworfen und von 1716 bis 1719 im Marinearsenal von Toulon gebaut. Das dabei verwendete Eichenholz stammte hierbei von den Anfang der 1690er gebauten Linienschiffen 1. Ranges Admirable, Magnifique und Orgueilleux. Schwesterklassen waren die Seine-Klasse (2 Einheiten, 650 Tonnen, 50 Kanonen), Chameau-Klasse (2 Einheiten, 600 Tonnen, 48 Kanonen) und das Einzelschiff Sarcelle (300 Tonnen, 10 Kanonen).

## Einheiten
| Name       | Bauwerft          | Kiellegung      | Stapellauf    | Indienststellung | Verbleib                                                   |
| ---------- | ----------------- | --------------- | ------------- | ---------------- | ---------------------------------------------------------- |
| Portefaix  | Arsenal de Toulon | 25. August 1716 | 18. Juni 1717 | September 1718   | Ab 1736 Verwendung als Hulk in Rochefort, 1770 abgebrochen |
| Dromadaire | Arsenal de Toulon | 25. August 1716 | 28. Juli 1717 | April 1719       | Ab 1736 Verwendung als Hulk in Rochefort, 1740 abgebrochen |

## Technische Beschreibung
Die Klasse war als Batterieschiff mit zwei durchgehenden Geschützdecks konzipiert und hatte eine Länge von 40,60 Metern (Geschützdeck) bzw. 35,73 Meter (Kiel), eine Breite von 9,42 Metern und einen Tiefgang von 4,55 Metern bei einer Vermessung 650 tons (bm) bzw. Verdrängung von 1000 Tonnen. Sie waren Rahsegler mit drei Masten (Fockmast, Großmast und Kreuzmast). Die Beplankung war kraweel ausgeführt, das heißt, die Enden der Planken stießen stumpf aufeinander, so dass eine glatte Außenfläche entstand.
Die Bewaffnung bestand aus bis zu 42 Kanonen, welche sich im Frieden auf 26 Kanonen verringerte.
|        | Unteres Batteriedeck | Oberes Batteriedeck | Backdeck | Achterdeck | Kanonen (Geschossgewicht) |
| ------ | -------------------- | ------------------- | -------- | ---------- | ------------------------- |
| Design | 22 × 12-Pfünder      | 22 × 6-Pfünder      | –        | –          | 44 Kanonen (96,92 kg)     |
| 1723   | 22 × 8-Pfünder       | 20 × 6-Pfünder      | –        | –          | 42 Kanonen                |

## Besatzung
Die Besatzung hatte im Krieg eine Stärke von 145 Mann  und Frieden von 85 Mann (5 Offiziere und 140 bzw. 80 Unteroffiziere bzw. Mannschaften).

## Bemerkungen
1. ↑  Bei der Berechnung des Gewichtes einer Breitseite kann es zu Unterschieden kommen, da in der damaligen Zeit ein Pfund, je nach Land, unterschiedliche Gewichtswerte hatte. Das französische Livre hatte z. B. ein Gewicht von 489,506 Gramm während das englische Pound ein Gewicht von 453,592 Gramm hatte.